# Lubachowy
Lubachowy – wieś w Polsce w województwie świętokrzyskim, w powiecie włoszczowskim, w gminie Moskorzew. Położona jest 2 km na południowy wschód od Moskorzewa, 29 km na południe od Włoszczowy, 65 km na południowy zachód od Kielc. Od przebiegającej w pobliżu drogi krajowej E-78 dzieli ją odległość nieco ponad pół kilometra, a od najbliższego miasta Szczekociny 11 km.  
W latach 1975–1998 miejscowość administracyjnie należała do województwa częstochowskiego.
Najstarsze wersje nazwy tej wsi to Lubochowa, Lubochow, Lubochowy. Według językoznawców znaczenia tej nazwy należy szukać w prasłowiańskim słowie ”lub”, które znaczyło miły, przyjemny. 
Pierwszy znany pisemny zapis, w którym wystąpiły Lubachowy pochodzi z roku 1357. 
W 1938 roku wieś wraz z dworem, gdzie mieszkało 12 osób, liczyła 312 mieszkańców. W roku 2004 mieszkańców było 176 osób, a domów 67. 
Wieś zajmuje 275,1 ha, w tym 229,1 ha stanowią grunty orne, lasy ponad 17 ha i pozostałe grunty przeszło 29 ha .
W południowo-zachodniej części Lubachów znajdują się pozostałości po dawnym parku dworskim, założonym w  XlX wieku na powierzchni około 3 ha. Do roku 1945 park i dwór był własnością prywatną, potem przejął je Państwowy Fundusz Ziemi. Do dziś z tych obiektów, zaniedbanych przez lata, zachowały się tylko nikłe ślady drzewostanu. 